# 路伊斯安那海龍
路伊斯安那海龍（学名：Syngnathus louisianae），為輻鰭魚綱棘背魚目海龍魚科海龙属的其中一種，分布於西大西洋區，包括墨西哥灣、巴哈馬群島等海域，體長可達38公分，棲息在海草床。